# Paláce a parky v Postupimi a Berlíně
Paláce a parky v Postupimi a Berlíně je název jedné z německých památek světového kulturního dědictví UNESCO. Jak název vypovídá, jedná se o skupinu paláců a dalších staveb v parkovém prostředí na pomezí měst Postupim a Berlín na březích řeky Havoly a jejích jezer. Na rozloze více než 2000 ha se nachází desítky budov vystavěných na příkaz pruských a braniborských vládců mezi roky 1730 a 1916. Na vzniku paláců, zahrad a parků se podíleli významní architekti a zahradníci, např. G. W. von Knobelsdorff (1699-1753), C. von Gontard (1731-1791), C. G. Langhans (1732-1808), K. F. Schinkel (1781-1841) či P. J. Lenné (1789-1866). Vznikl zde jedinečný umělecký celek mezinárodního významu zahrnující práce sochařů, malířů, řemeslníků, zahradníků a dalších umělců.

## Přehled
Památka sestává z šesti hlavních parků.
- park Sanssouci a zámky Sanssouci, Charlottenhof, Neue Kammern, Nový palác, Belvedere a mnoho dalších staveb.
- park Babelsberg
- park Sacrow
- Neuer Garten (Nové zahrady) a zámky Cecilienhof, Marmorpalais
- park Glienicke
- Pfaueninsel (Paví ostrov)
- dále jsou pod ochranou UNESCO i další stavby a krajinné prvky v Postupimi, např. lipové aleje, ruská čtvrť Alexandrovka, Bornstedt, observatoř Babelsberg, vila Henckel a další.[2]

## Fotogalerie

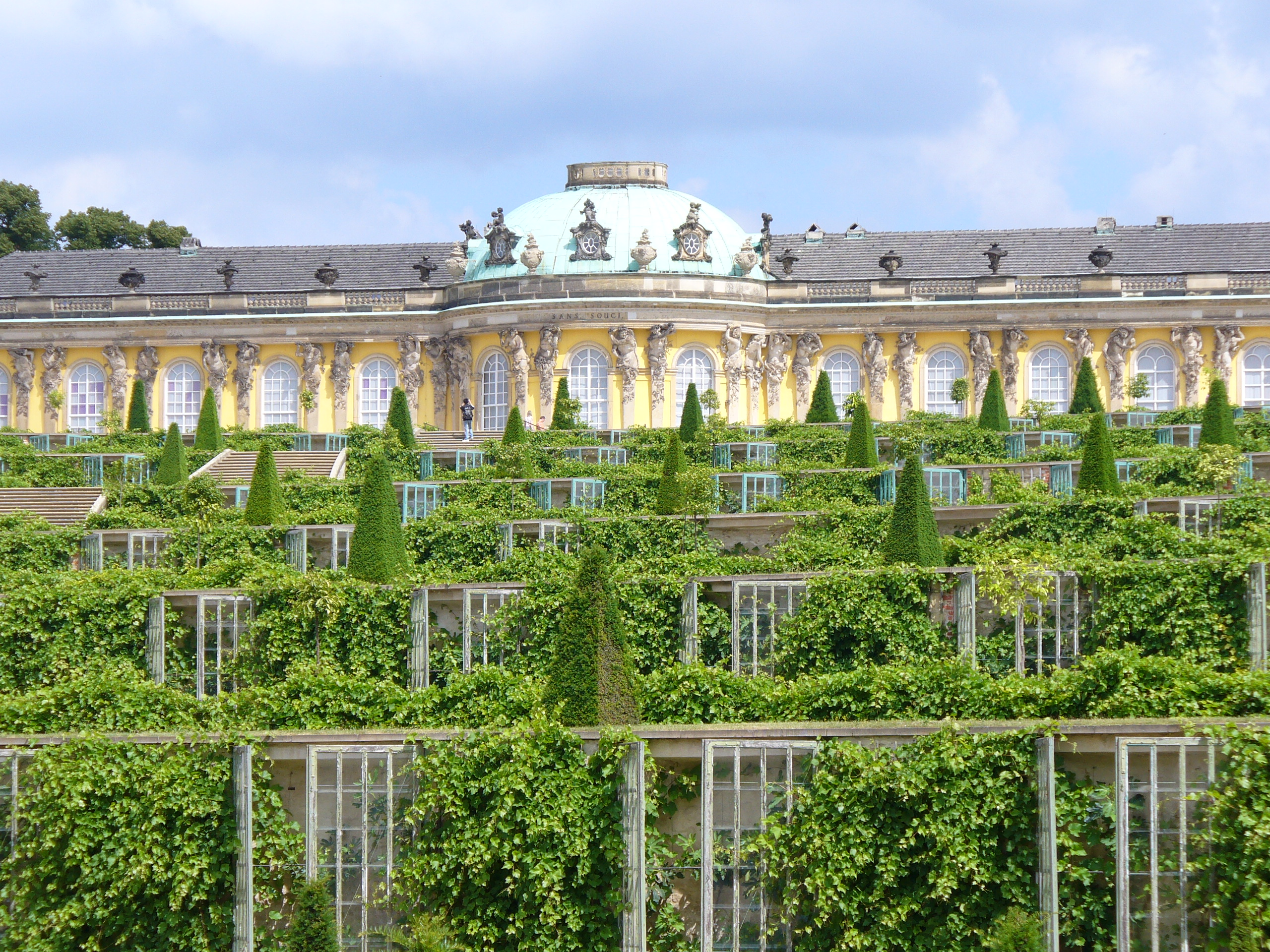
Sanssouci
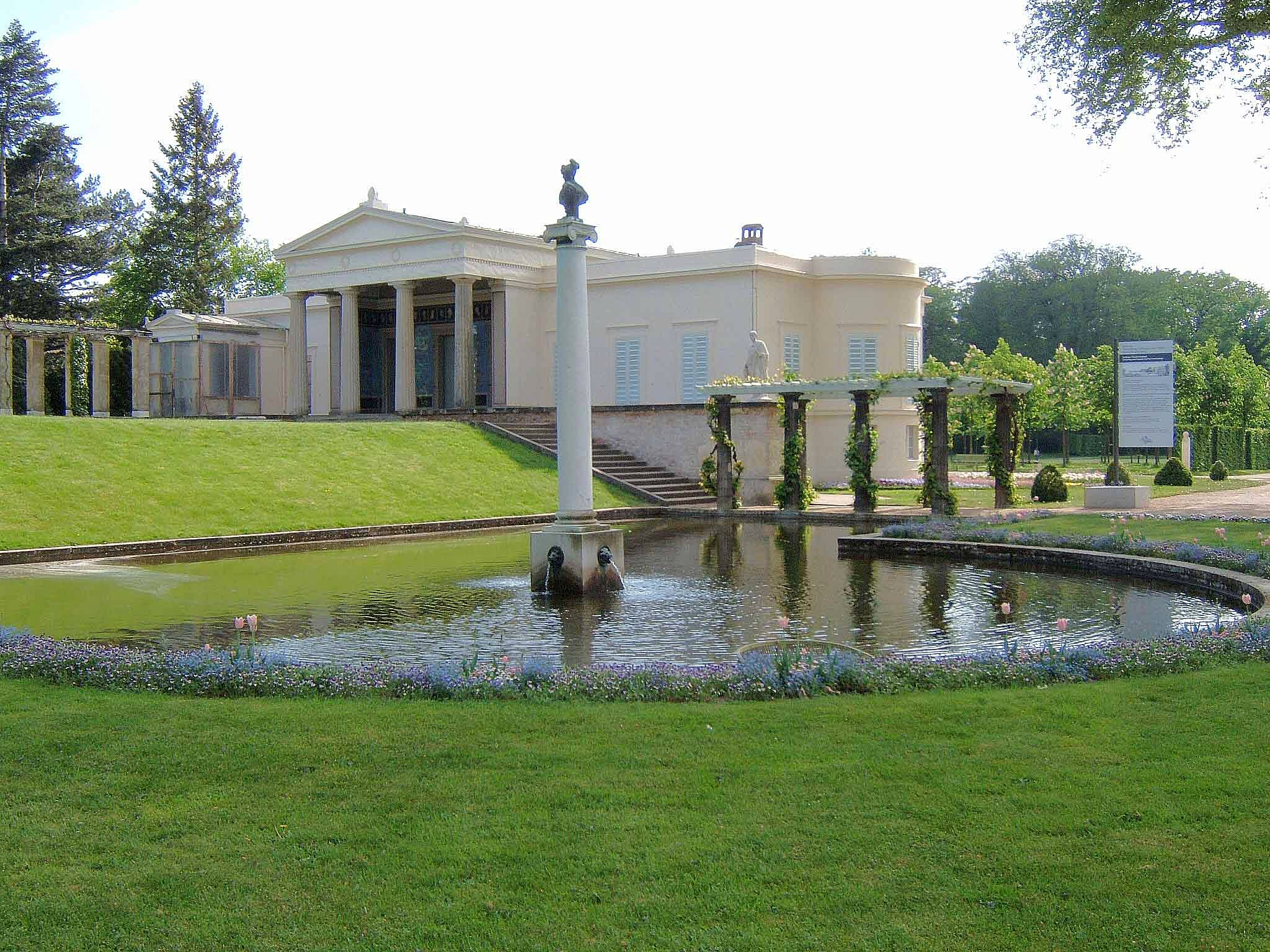
Charlottenhof
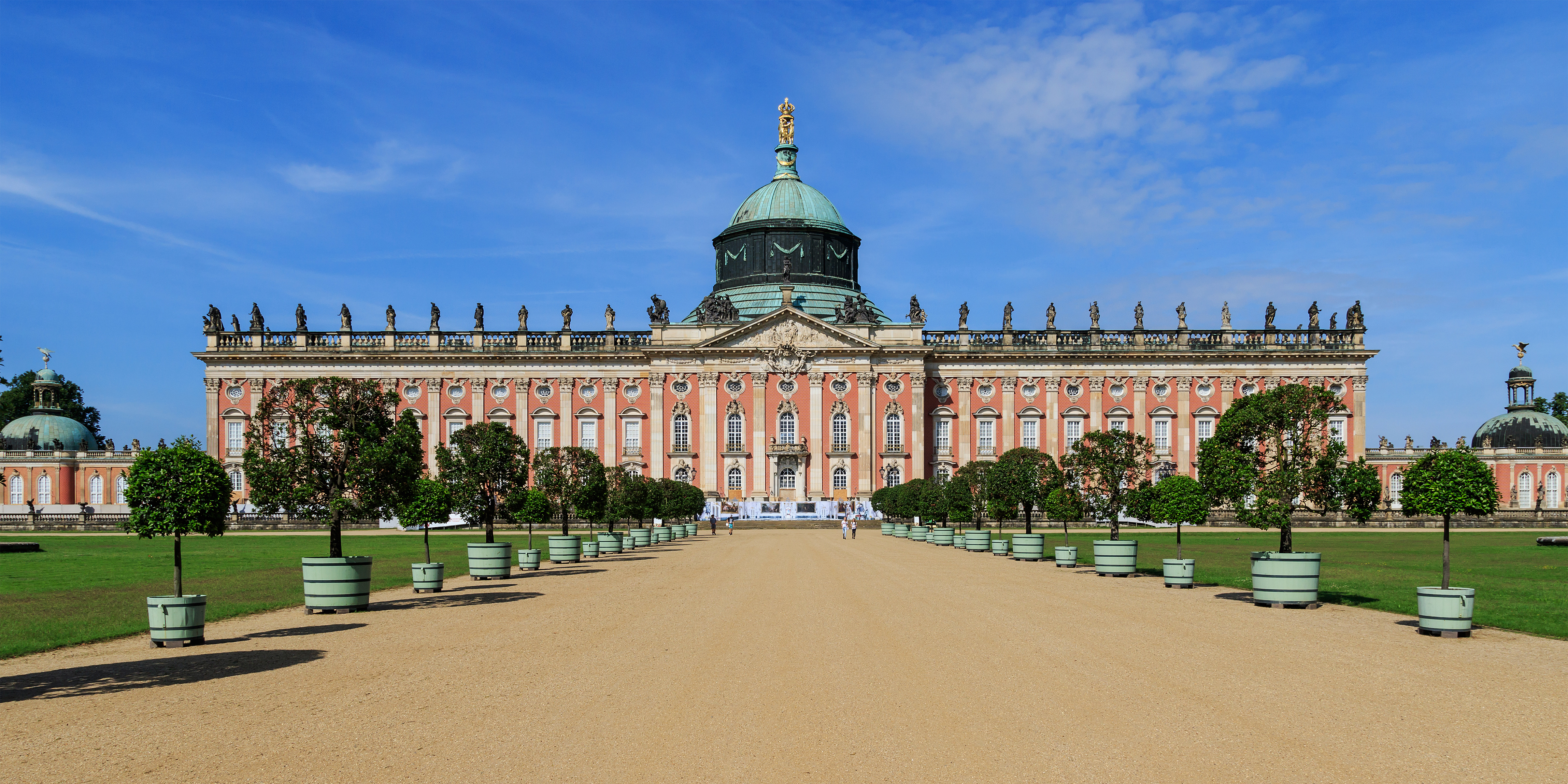
Neues Palais
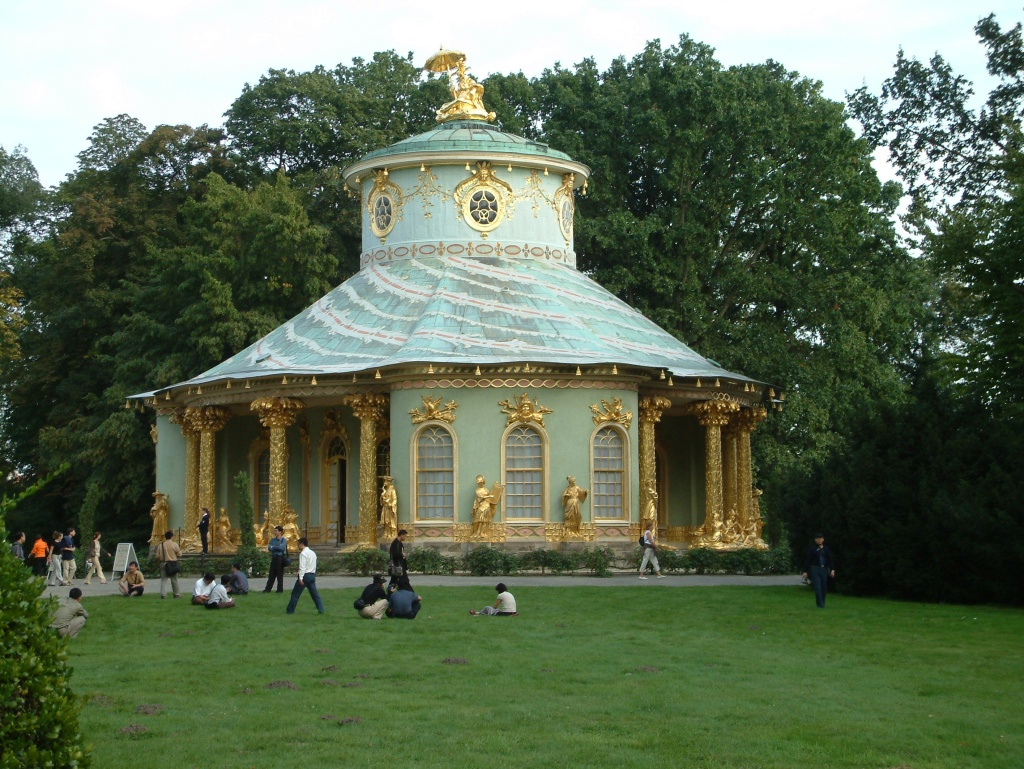
Chinesisches Haus
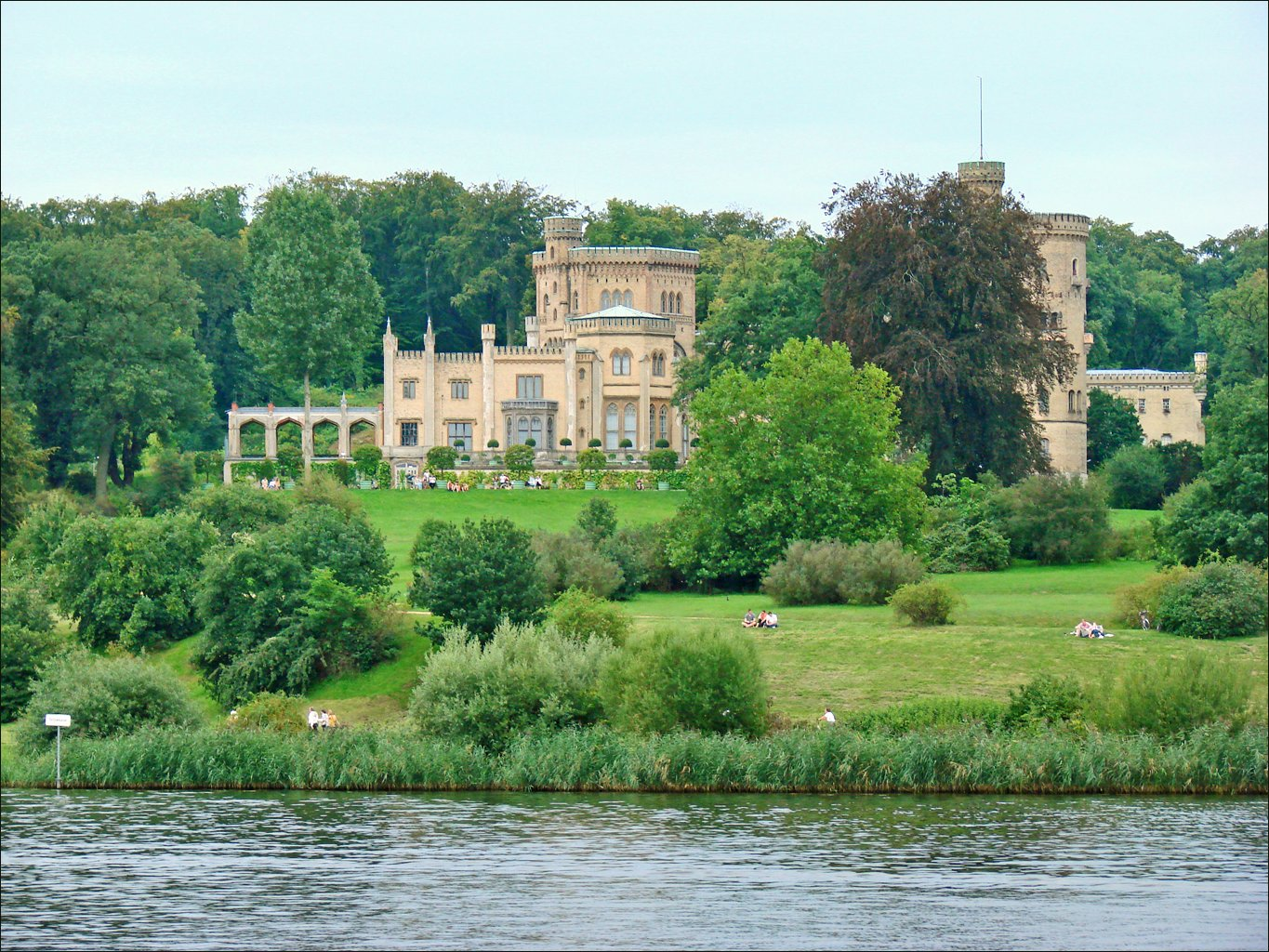
Babelsberg
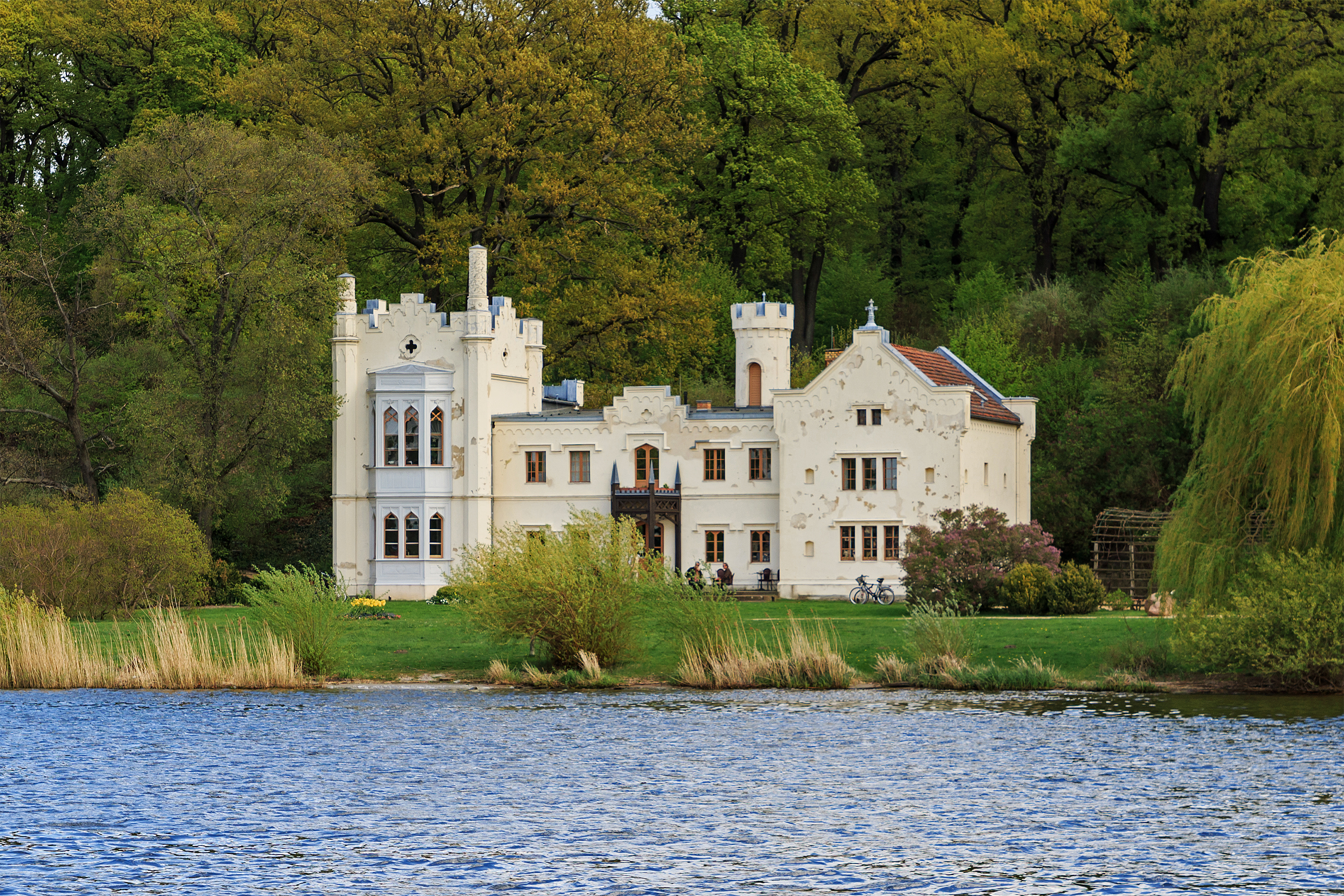
Kleines Schloss Babelsberg
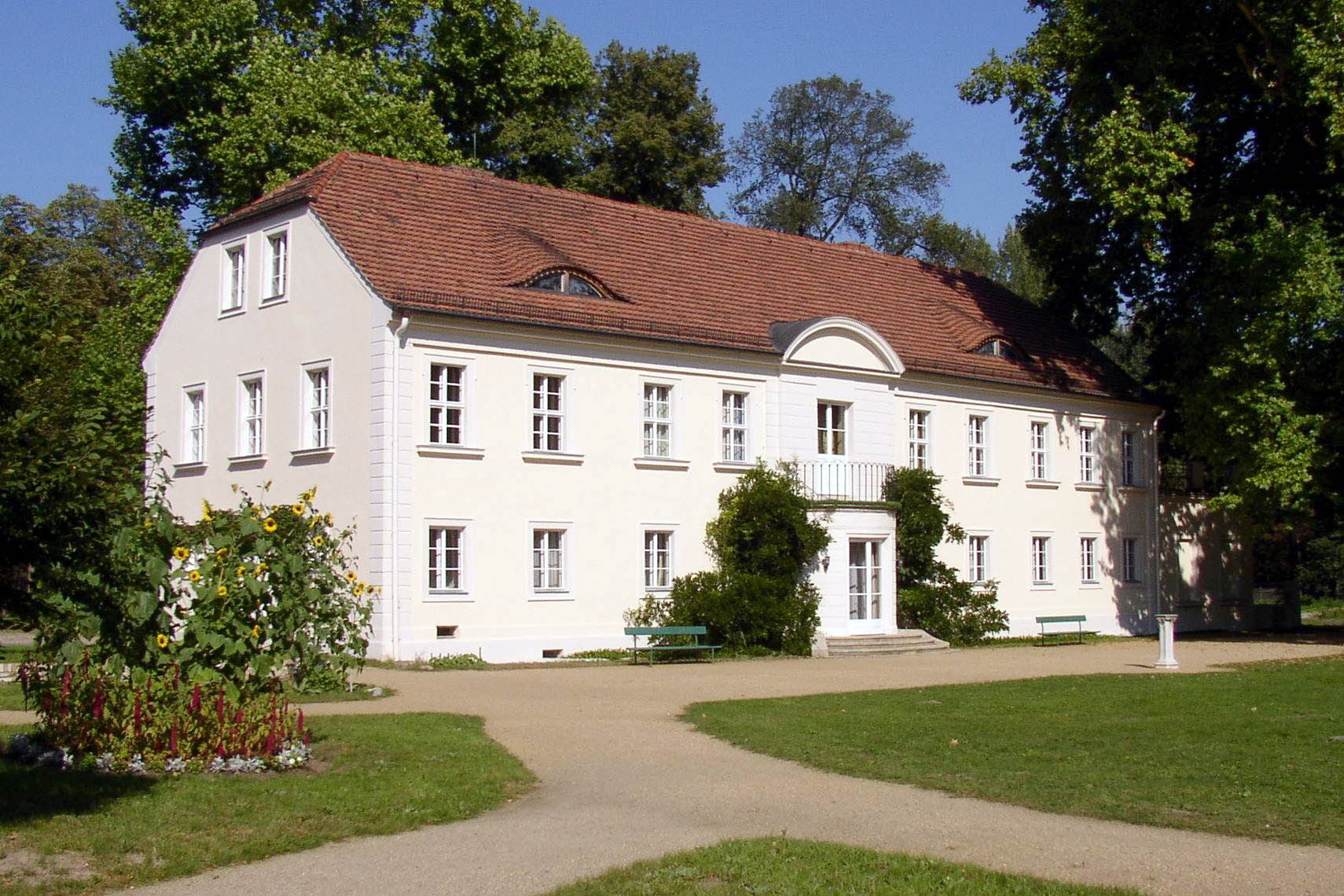
Sacrow
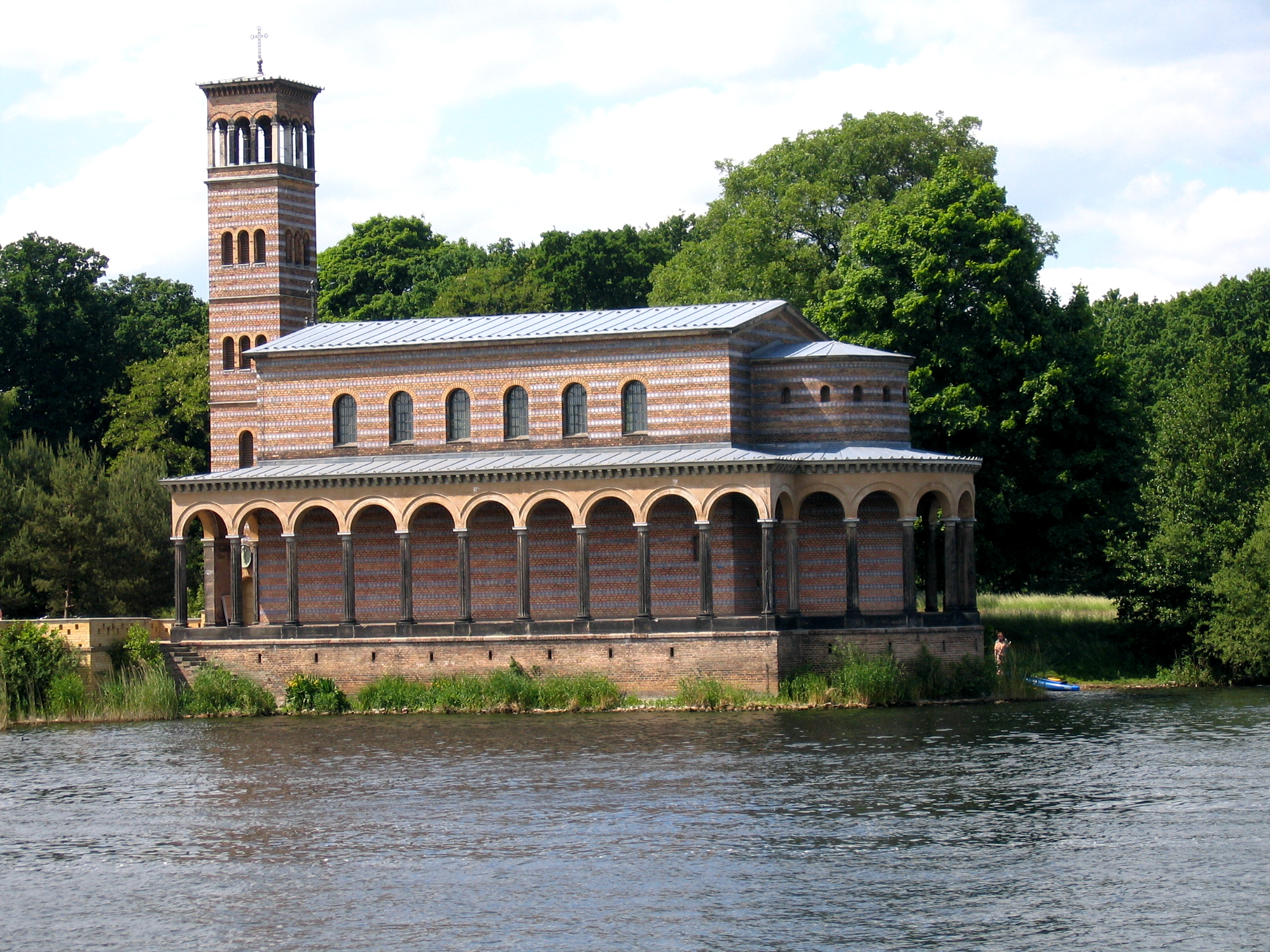
Heilandskirche-Sacrow
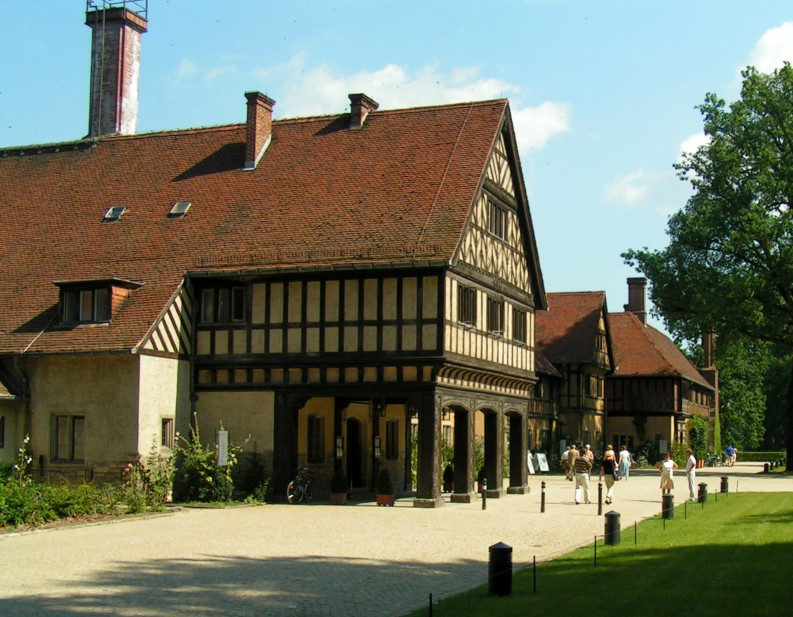
Cecilienhof
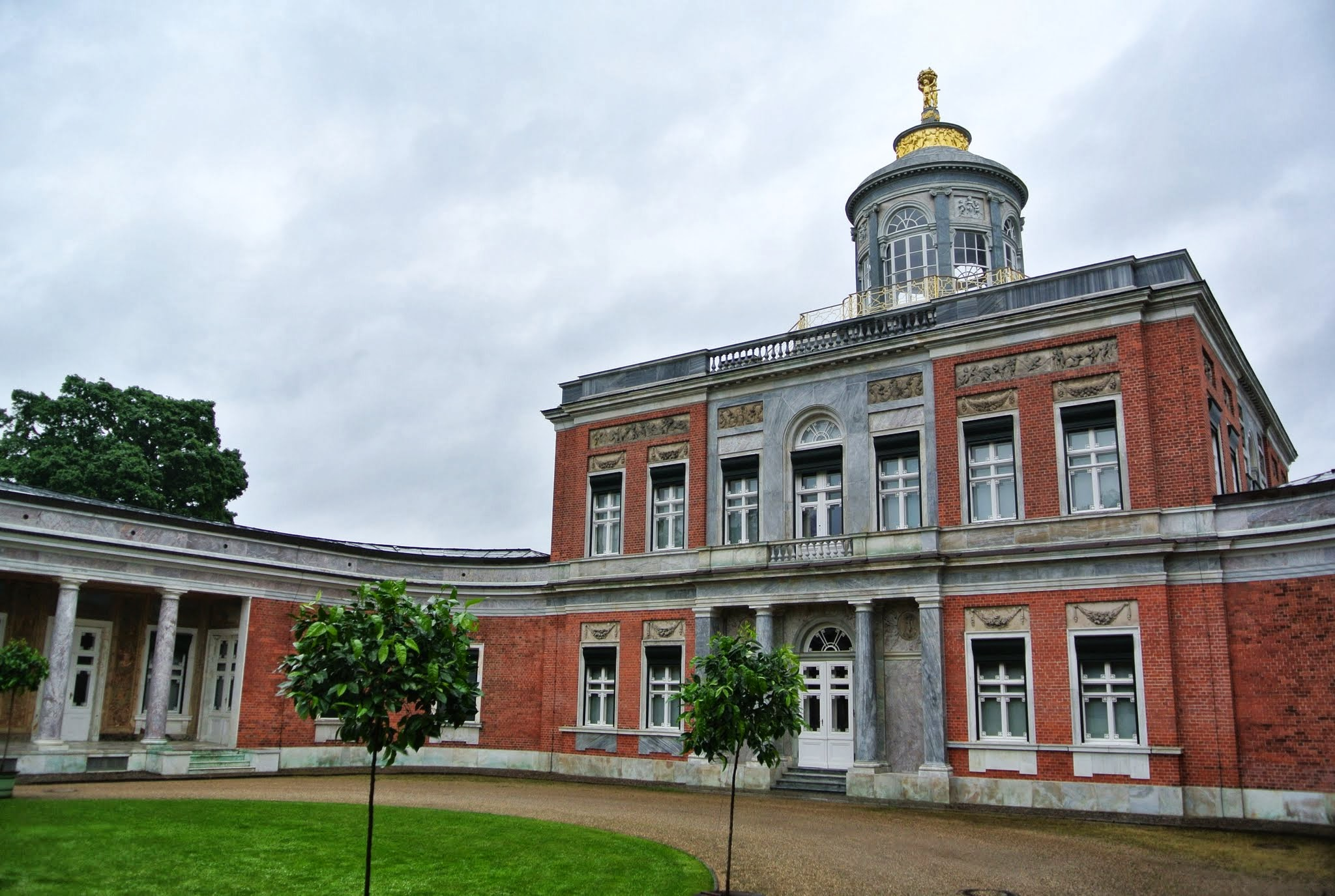
Marmorpalais
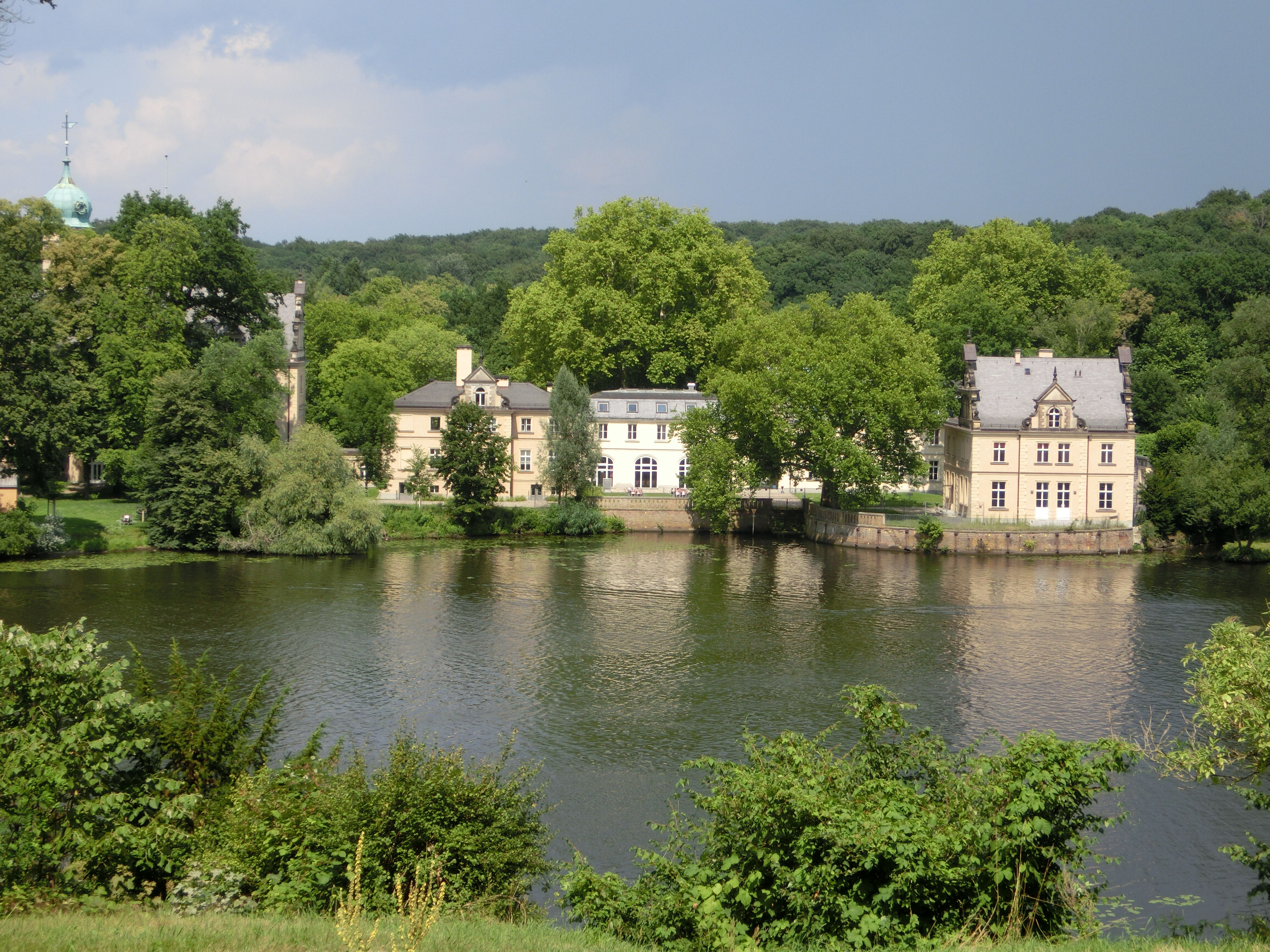
Jagdschloss Glienicke
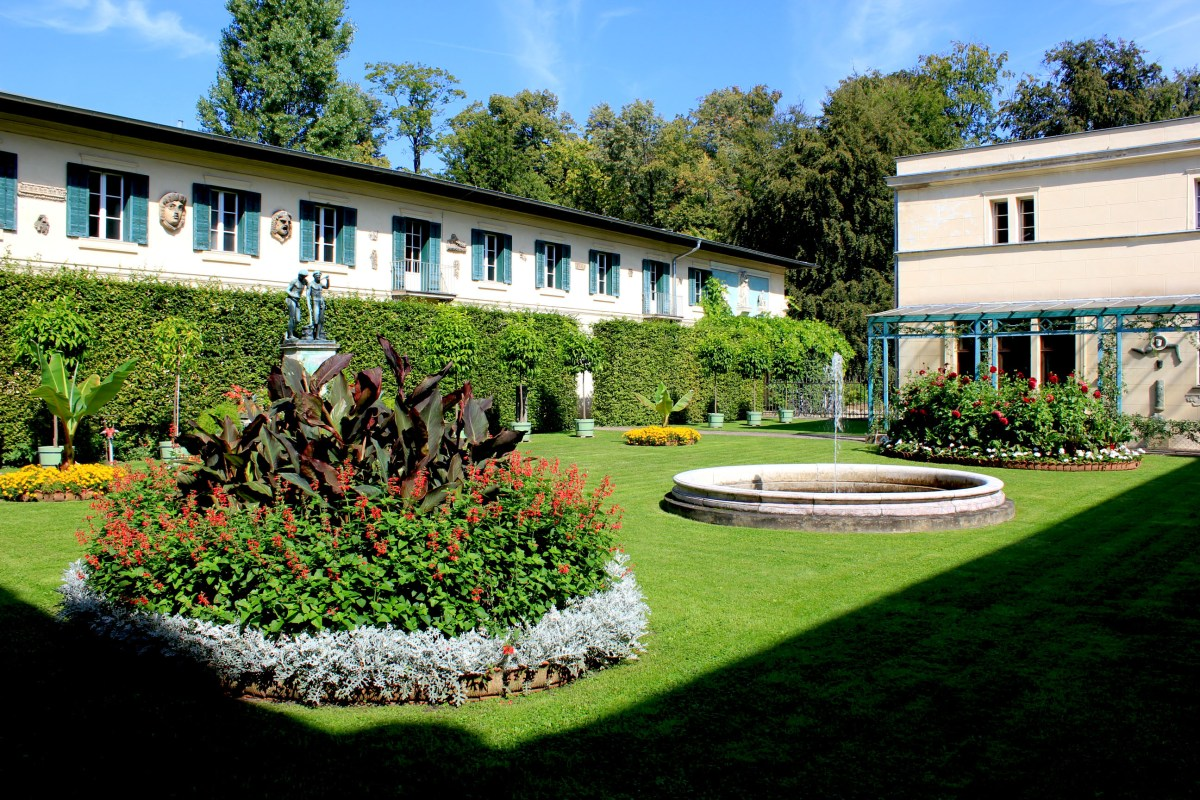
Glienicker Schloss
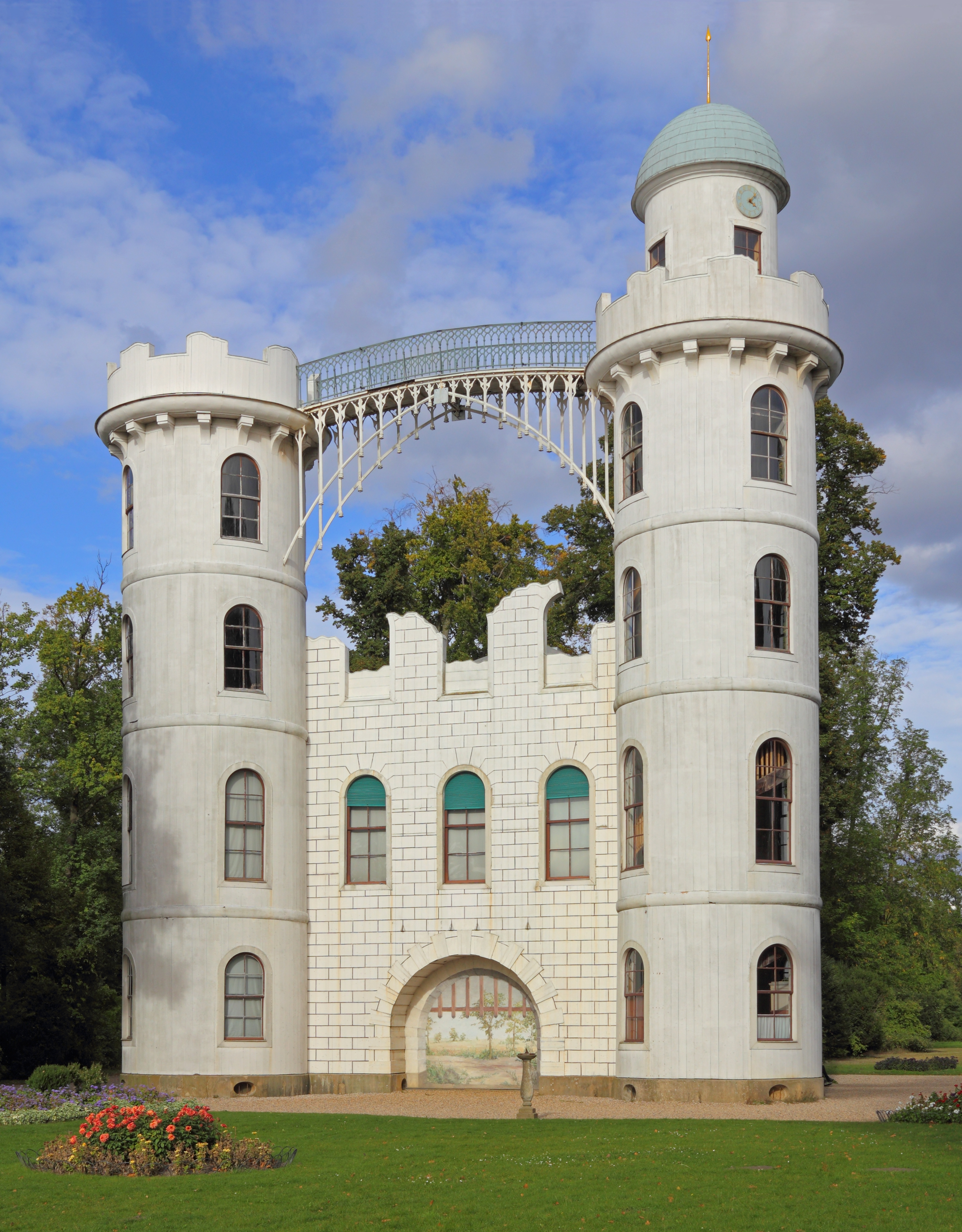
Schloss Pfaueninsel